# El drac i la sabatilla
El drac i la sabatilla (títol original: Sárkány és papucs i coneguda en anglès com Dragon and Slippers) és una pel·lícula d'animació hongaresa del 1989 i estrenada el 1990, i dirigida per Tibor Hernádi. Està doblada al català.

## Argument
La reina Ginebra es queixa tristament a la seva estimada serventa Peggy que el seu marit, el rei Artús, l'ha descuidat durant anys. El Rei passa tot el seu temps a la plataforma de la torre del cavaller o a la famosa 'Taula Rodona'. Les dones pensen que només el mag Merlí pot ajudar.